# Jerzy Rzedowski
Jerzy Rzedowski Rotter (Lwów, Polonia, hoy Ucrania, 27 de diciembre de 1926 - 28 de marzo de 2023) fue un botánico polaco naturalizado mexicano.

## Biografía
Durante la Segunda Guerra Mundial Jerzy y su familia, debido a su ascendencia judía, pasaron durante unos 20 meses por varios campos de concentración, Auschwitz entre ellos. En 1946, él y su familia fueron liberados y se mudaron a México, en donde vivía una tía de Jerzy. Tenía entonces 19 años. Primero aprendió español trabajando como traductor en la Embajada de Polonia y posteriormente estudió la carrera de Biología en la Escuela Nacional de Ciencias Biológicas del Instituto Politécnico Nacional. Su tesis fue sobre la vegetación del matorral xerófilo de palo loco, el ecosistema del Pedregal de San Ángel, bajo la dirección del Dr. Francisco Bonet. Durante esos años conoció a Graciela Calderón Díaz Barriga, con quien se casó en 1954.
Cuando Jerzy obtuvo la licenciatura comenzó a trabajar como investigador en la Universidad de San Luis Potosí, en donde promovió la creación en 1954 del Herbario “Isidro Palacios”, comenzando con unos 5000 ejemplares.
Con el paso del tiempo se convirtió en un botánico muy prestigioso, investigador nacional emérito y líder moral de los científicos mexicanos en esa especialidad. Estuvo casado con Graciela Calderón Díaz Barriga, también botánica.

## Algunas publicaciones
Rzedowski es el autor de Vegetación de México (1971), coeditor y coautor de Flora fanerogámica del Valle de México (1979; 2001, 2.ª ed.), y de la Flora del Bajío y de regiones adyacentes (1991).[cita requerida]

## Honores
- En 1995, obtuvo el Galardón Asa Gray.
- En 1999, fue uno de los ocho botánicos que recibieron la distinción Millennium Botany Award durante la celebración del XVI Congreso Botánico Internacional, de manos del doctor Peter H. Raven. El reconocimiento celebra los logros de una vida dedicada a la botánica.
- En 2005, Rzedowski y la profesora Graciela Calderón Díaz Barriga (su esposa) fueron galardonados con la Medalla José Cuatrecasas por la Excelencia en Estudios de Botánica Tropical.
- Recibió un doctorado honoris causa de la Universidad Autónoma Chapingo.[cita requerida]

### Epónimos
Pinus rzedowskii Madrigal & M.Caball. 1969, una especie amenazada, fue nombrada en su honor.
Otros epónimos
- Agave rzedowskiana
- Magnolia rzedowskiana
- Anthurium rzedowskii
- Bernardia rzedowskii
- Bouvardia rzedowskii
- Bursera rzedowskii
- Canthon rzedowskii
- Cercocarpus rzedowskii
- Commelina rzedowskii
- Crotalaria rzedowskii
- Croton rzedowskii
- Dalea rzedowskii
- Dioon rzedowskii (en algunas regiones llamada palma real)
- Eleocharis rzedowskii
- Euphorbia rzedowskii
- Galium rzedowskii
- Habenaria rzedowskii
- Jatropha rzedowskii
- Otatea rzedowskiorum
- Pachyphytum rzedowskii
- Psilocybe rzedowskii
- Rondeletia rzedowskii
- Rzedowskia tolantonguensis
- Schoenocaulon rzedowskii
- Sedum jerzedowskii

- La abreviatura «Rzed.» se emplea para indicar a Jerzy Rzedowski como autoridad en la descripción y clasificación científica de los vegetales.[3]